# ミステリオ (マーベル・コミック)
ミステリオ (Mysterio)は、スパイダーマンシリーズに登場する代表的なスーパーヴィランのひとり。特殊効果のエキスパートで、SFXやバーチャル・リアリティといった映像技術、強力な酸性ガスなどのハイテク装置を武器に戦いを繰り広げる。

## 初代

### 原作漫画
本名は、クエンティン・ベック(Quentin Beck)。
幼いころから映画を作るのが夢だったクエンティンは、短い映像作品をいくつも撮っていた。そして10代になると自費でモンスター・スリラー映画を撮影できる程の腕も身に付けていた。その後、成人した彼はハリウッドのスタジオで、スタントマン兼特殊効果デザイナーとして働き始めた。彼の人生は順調に進んでいるように見えたが、ある時から裏方として働くことに退屈を覚え始めてしまった。しかし、俳優・監督としてスターになれるような容姿にも才能にも恵まれていなかった。そんなある日、友人からの助言を聞いたクエンティンは、特殊効果と映像作りの才能を利用してスーパーヒーローになれば有名になれると気づいたのだった。
デイリー・ビューグルがスパイダーマンを悪党だと報道したことを知った彼は、彼を捕らえれば新聞が自分をスーパーヒーローとして世に知らしめてくれるだろうと考えた。しかし、実際のスパイダーマンは全く悪事を働かないので、自らが彼になりすまして犯罪を行うことになった。それに加えて、スパイダーマンは悪党だということをメディアに思い込ませ、自分がスーパーヒーローだと主張しスパイダーマンを挑発した。次第にその思惑に気づいたスパイダーマンは、ミステリオが油断して犯罪の内幕を明かすのを録音し、その上で彼自身も倒して録音テープと共に警察に引き渡した。
汚名を着せられ、スーパーヒーローになるという夢も壊されたミステリオは、以降本格的に犯罪者の道を歩みだすことになる。
- 1964年発行のアメイジング・スパイダーマン第13号で初登場を果たし、グリーンゴブリンやドクター・オクトパスと並んでスパイダーマンを代表する古い悪役の一人として、度々、スパイダーマンの前に立ちはだかってきた。
- 1964年発行のアメイジング・スパイダーマン アニュアル1号にて、ドクター・オクトパス、ヴァルチャー、サンドマン、エレクトロ、クレイブン・ザ・ハンターのスパイダーマンの宿敵5人と共に、架空の犯罪組織で悪のヒーローチームシニスター・シックス（邪悪なる6人）を結成し、初代メンバーとしてスパイダーマンと対戦した。
- 2010年発行の『フューチャー・ファウンデーション』では、カメレオンと協力して幻覚を見せるロボットを作り、スパイダーマンやファンタスティック・フォーの面々を苦しめた。
- ハリー・オズボーンやメイおばさん、数多くのヴィランの死を何度もストーリー中に偽装している。

### アニメ
- 1960年代のアニメ『スパイダーマン』ではクリス・ウィギンスが声を担当した。
- 1981年のアニメ『スパイダーマン』ではマイケル・ライが声を担当した。
- 『スパイダーマン&アメイジング・フレンズ』ではピーター・カレンが声を担当した。吹き替えは高瀬右光が担当した。
- 1990年代のアニメ『スパイダーマン』ではグレッグ・バーガーが声を担当した。吹き替えは高瀬右光が声を担当した。
- 『スペクタキュラー・スパイダーマン』ではザンダー・バークレーが声を担当した。
- 『アルティメット・スパイダーマン』ではポール・シェアーが声を担当した。

### ゲーム
- スパイダーマン リーサルフォーズ（SFC） - 第3面のボスとして登場。
- スパイダーマン（PS） - ダラン・ノリスが声を担当。吹き替えは坂口候一が担当。
- スパイダーマン ミステリオの脅威（GBA） - ラスボス（最終ボス）として登場。メインヴィラン。
- スパイダーマン2（PS2・DS・GC） - ジェームズ・アーノルド・テイラーが声を担当。
- Marvel's Spider-Man 2（PS5） - ノシル・ダラルが声を担当。吹き替えは速水奨が担当。

## 二代目
本名は、ダニエル・バークハート(Daniel Berkhart)。
1975年発行のアメイジング・スパイダーマン第141号で登場。クエンティンの旧友で、彼が死を偽装していた間にミステリオとして登場していた。
1996年発行のスペクタキュラースパイダーマン第241号以降は、ジャック・オ・ランタン(マッド・ジャックとも呼ばれる)としても登場している。

## 三代目
本名は、フランシス・クラム(Francis Klum)。
2002年発行の『Spider-Man and the Black Cat』第1号で登場。上記の2人と異なり、テレポーテーションなどの能力を持つミュータントで、特殊技術を一切用いない。
アニメ『アルティメット・スパイダーマン』にも登場し、メアリー・ケイト・ワイルズが声を担当した。

## MCU版
マーベル・シネマティック・ユニバース（MCU）の 『スパイダーマン:ファー・フロム・ホーム』では、ジェイク・ギレンホールがクエンティン・ベック/ミステリオを演じた。吹き替えは高橋広樹が担当。

### 人物像
“スターク・インダストリーズ”で働いていた経歴を持つ、ホログラム技術の専門家。かつて自らが開発したホログラムシステムを軍用に使おうとしていたが、軍事から手を引くことを宣言していたトニー・スターク/アイアンマンがセラピー用に改良した上に、“B.A.R.F.”と名付けたことへ不満を抱えて抗議したことで精神異常者と看做されてスターク社を解雇された。これを逆恨みし、スターク社の元従業員をはじめとするトニーに反感を抱える者たちと結託し、復讐計画を立案。御膳立てとして「自分はマルチバースの地球“アース833”で敵と戦っていたが、敗戦して妻を失い、“アース616”に来訪して、共に戦ってくれるヒーローを捜し求めつつ、この世界でも同じ悲劇が繰り返されないように活動する謎のヒーロー」という虚構の来歴や架空の敵モンスター“エレメンタルズ”を自分たちのテクノロジーで捏造した。
当初はニック・フューリー（擬態）やピーター・パーカー/スパイダーマンに対して、スーパーヒーローとしての豊富な実績を持つ温厚な紳士のように振る舞っていた。だがこれは芝居で、実際の彼は自作自演の戦いで典型的なフィクションのヒーローのような台詞を連呼したり、有頂天になった時や予想外の事態が発生した際などに大人げなく興奮するような激情的で利己的な人物だった。目的のためには躊躇いもなく多大な犠牲を出そうとし、不手際を起こした一味の同胞に武器を向けて威嚇するなど、かなりの危険な思想・人格を持っている。
超人のようなスーパーパワーも格闘技術も持たない普通の人間とはいえ、ピーターやフューリー（擬態）を懐柔して信頼させるために、自身の人相をトニーに酷似したものに仕立てたり、人生の先輩のように振る舞って助言したり、直接出会う前からピーターをヴェネツィアで偵察したり、本性を表してからも相手を油断させるために一度身柄を拘束されたふりを装うなど、他者の心理を巧みに操り、自身の優位を保つための奸知と計略に長けた男でもある。
そしてトニー/アイアンマン亡き今の時代に一味と暗躍を開始し、計画を達成させるために、トニーの遺作であるAIの“E.D.I.T.H.”を奪おうとフューリー（擬態）やピーターに接触することも企て、後にメディアから付けられたヒーロー名“ミステリオ”を名乗り、ニューヒーローとして世界に君臨しようする。

### ツール
ミステリオ・スーツ（Mysterio Suit）
ベック/ミステリオがヒーローとして振る舞う際に身に纏うコスチューム。網目模様が入ったダークグリーンのジャンプスーツをインナーとし、その上に着込む黄金色をした中世ファンタジー風の鎧や重厚感のある籠手・手袋、ガーターリング、ブーツ、目玉の形を刻印した金具で留めた華麗なワインレッドのマントと、頭部に被る金魚鉢のような球形のヘルメットで構成され、各パーツは一部が発光している。
これを身に纏ったベックが、発煙しながら空中を浮遊・飛行し、エネルギー・シールドと両手からのビームを放っているように描写されたことから、彼にスーパーパワーを与えるコスチュームであるように受け取れるが、実際にはそのような機能を備えていないどころか、多くの場面でベックが着ていたものは、一部の例外を除き、彼が身に付けていたモーションキャプチャ用のスーツと左腕のホログラム&“コンバット・ドローン”操作用タッチパネル及びヘルメットをホログラムで擬装したものである。
後にベックはE.D.I.T.H.の奪取に成功すると、計画達成時に公の前へ立つために、一味の同胞であるジャニス・リンカーンに同デザインで実物のコスチュームを作らせたが、これも特別な機能を持たないただの豪奢な衣装である。
H&K P30
ロンドンにおけるピーターとの決戦で、使用したハンドガン。ベックはホログラムでピーターを油断させ、この銃で彼を射殺しようとしたが、“スパイダー・センス”で罠に気付いたピーターには通用せずに終わる。

### 描写
『スパイダーマン:ファー・フロム・ホーム』
物語序盤におけるイステンコで、調査に訪れたフューリー（擬態）とマリア・ヒル（擬態）に、「自分が“地のエレメンタル”を倒す」ように演じて接触。フューリー（擬態）に「自分は8ヶ月前の戦いの影響で開いたワームホールからこちらのアース616にやって来た、アース833の人間」と詐称し、彼のチームに加わる。
後日、ピーターたち“ミッドタウン高校”の生徒たちが科学史ツアーに興じているヴェネツィアでは、「町を攻撃する“水のエレメンタル”を激闘の末に撃破した謎のヒーロー」を演じてピーターと初見すると、フューリー（擬態）の仲介で自己紹介し合って、彼がフューリー（擬態）からの叱責に落ち込むと励ますなど、彼の心を惹きつけ始める。
プラハでは「突如現れた“火のエレメンタル”に捨て身で勝利する」シチュエーションを演じて、フューリー（擬態）からユーロポールの会合へ出席するように誘われた後にピーターを酒場に誘い、不安定な心境となった彼を言葉巧みに誑し込むと、ピーターからE.D.I.T.H.搭載のサングラスを自らに譲渡させることに成功。彼と別れると一味の同胞たちと激しく狂喜し、E.D.I.T.H.を用いて計画の最終段階の準備にかかるが、先の一件に投入したドローンの一機から落ちたホログラムのプロジェクターをピーターたちが拾ったことを知ると、フューリー（擬態）に会うためにベルリンにやって来たピーターを、ドローンとホログラムを使った罠に嵌める。その結果、プロジェクターの奪還を果たすと共に、ミシェル・ジョーンズ（MJ）とネッド・リーズにミステリオの素性を話したと白状させ、ピーターを徹底的に打ちのめした。
そして計画の最終段階実行と、MJたちの始末を同時に進行するため、ロンドンにおいてE.D.I.T.H.で「“アベンジャーズ級の大騒動”を起こす合体エレメンタルズと戦うミステリオ」のホログラムを投影すると共に、MJたちのツアーのスケジュールを操って現地へ誘導。MJたちを見つけると、彼女たちにドローンを差し向けるが、そこに飛来したピーターによって合体エレメンタルズのホログラムを投影不能にされた。そのためドローンを総動員してピーターや現場付近にいたフューリー（擬態）の抹殺を図るが、彼らの抵抗でドローンは次々と破壊され、ピーターを残ったドローンで無理に攻撃するも、誤ってドローンの流れ弾により致命傷を負ってしまう。それでも自身が倒れた姿のホログラムを見せて不意打ちを試みるが、ピーターに見破られてE.D.I.T.H.を奪還され、全てのドローンを撤退させられた。そして瀕死の状態で「人は何かを信じたい、近頃じゃ…何だって信じる。」とピーターへ捨て台詞を遺し絶命した。
だがこの出来事は、彼の同胞らによって映像に収められ、「エレメンタルズ出現とベック/ミステリオの死は全てスパイダーマンの正体であるピーター・パーカーの仕業だった」と今際の際のベックが告げる映像へと編集・加工され、後日、彼らの最後の悪足掻きとばかりにニューヨークの街頭スクリーンに映し出される。
『スパイダーマン:ノー・ウェイ・ホーム』
異世界からやってきたスーパーヒーローを演じていたペテン師。前作でのスパイダーマンとの戦いで死亡するも、ベック一味の残党が公開した映像によってスパイダーマンの正体を告発する。